# Arondismentul Saint-Amand-Montrond
Arondismentul Saint-Amand-Montrond (în franceză Arrondissement de Saint-Amand-Montrond) este un arondisment din departamentul Cher, regiunea Centre-Val de Loire, Franța.

## Subdiviziuni

### Cantoane
- Cantonul Charenton-du-Cher
- Cantonul Châteaumeillant
- Cantonul Châteauneuf-sur-Cher
- Cantonul Le Châtelet
- Cantonul Dun-sur-Auron
- Cantonul La Guerche-sur-l'Aubois
- Cantonul Lignières
- Cantonul Nérondes
- Cantonul Saint-Amand-Montrond
- Cantonul Sancoins
- Cantonul Saulzais-le-Potier

### Comune
| 1. Ainay-le-Vieil (18002)               | 2. Apremont-sur-Allier (18007)         | 3. Arcomps (18009)                    | 4. Ardenais (18010)                |
| 5. Arpheuilles (18013)                  | 6. Augy-sur-Aubois (18017)             | 7. Bannegon (18021)                   | 8. Beddes (18024)                  |
| 9. Bessais-le-Fromental (18029)         | 10. Blet (18031)                       | 11. Bouzais (18034)                   | 12. Bruère-Allichamps (18038)      |
| 13. Bussy (18040)                       | 14. La Celette (18041)                 | 15. La Celle (18042)                  | 16. La Celle-Condé (18043)         |
| 17. Chalivoy-Milon (18045)              | 18. Chambon (18046)                    | 19. La Chapelle-Hugon (18048)         | 20. Charenton-du-Cher (18052)      |
| 21. Charly (18054)                      | 22. Chaumont (18060)                   | 23. Le Chautay (18062)                | 24. Chavannes (18063)              |
| 25. Chezal-Benoît (18065)               | 26. Châteaumeillant (18057)            | 27. Châteauneuf-sur-Cher (18058)      | 28. Le Châtelet (18059)            |
| 29. Cogny (18068)                       | 30. Colombiers (18069)                 | 31. Contres (18071)                   | 32. Cornusse (18072)               |
| 33. Corquoy (18073)                     | 34. Cours-les-Barres (18075)           | 35. Coust (18076)                     | 36. Croisy (18080)                 |
| 37. Crézançay-sur-Cher (18078)          | 38. Cuffy (18082)                      | 39. Culan (18083)                     | 40. Drevant (18086)                |
| 41. Dun-sur-Auron (18087)               | 42. Farges-Allichamps (18091)          | 43. Faverdines (18093)                | 44. Flavigny (18095)               |
| 45. Germigny-l'Exempt (18101)           | 46. Givardon (18102)                   | 47. Grossouvre (18106)                | 48. La Groutte (18107)             |
| 49. La Guerche-sur-l'Aubois (18108)     | 50. Ids-Saint-Roch (18112)             | 51. Ignol (18113)                     | 52. Ineuil (18114)                 |
| 53. Jouet-sur-l'Aubois (18118)          | 54. Lantan (18121)                     | 55. Lignières (18127)                 | 56. Loye-sur-Arnon (18130)         |
| 57. Lugny-Bourbonnais (18131)           | 58. Maisonnais (18135)                 | 59. Marçais (18136)                   | 60. Meillant (18142)               |
| 61. Menetou-Couture (18143)             | 62. Montlouis (18152)                  | 63. Morlac (18153)                    | 64. Mornay-Berry (18154)           |
| 65. Mornay-sur-Allier (18155)           | 66. Neuilly-en-Dun (18161)             | 67. Neuvy-le-Barrois (18164)          | 68. Nozières (18169)               |
| 69. Nérondes (18160)                    | 70. Orcenais (18171)                   | 71. Orval (18172)                     | 72. Osmery (18173)                 |
| 73. Ourouer-les-Bourdelins (18175)      | 74. Parnay (18177)                     | 75. La Perche (18178)                 | 76. Le Pondy (18183)               |
| 77. Préveranges (18187)                 | 78. Raymond (18191)                    | 79. Reigny (18192)                    | 80. Rezay (18193)                  |
| 81. Sagonne (18195)                     | 82. Saint-Aignan-des-Noyers (18196)    | 83. Saint-Amand-Montrond (18197)      | 84. Saint-Baudel (18199)           |
| 85. Saint-Christophe-le-Chaudry (18203) | 86. Saint-Denis-de-Palin (18204)       | 87. Saint-Georges-de-Poisieux (18209) | 88. Saint-Germain-des-Bois (18212) |
| 89. Saint-Hilaire-de-Gondilly (18215)   | 90. Saint-Hilaire-en-Lignières (18216) | 91. Saint-Jeanvrin (18217)            | 92. Saint-Loup-des-Chaumes (18221) |
| 93. Saint-Maur (18225)                  | 94. Saint-Pierre-les-Bois (18230)      | 95. Saint-Pierre-les-Étieux (18231)   | 96. Saint-Priest-la-Marche (18232) |
| 97. Saint-Saturnin (18234)              | 98. Saint-Symphorien (18236)           | 99. Saint-Vitte (18238)               | 100. Sancoins (18242)              |
| 101. Saulzais-le-Potier (18245)         | 102. Serruelles (18250)                | 103. Sidiailles (18252)               | 104. Tendron (18260)               |
| 105. Thaumiers (18261)                  | 106. Torteron (18265)                  | 107. Touchay (18266)                  | 108. Uzay-le-Venon (18268)         |
| 109. Vallenay (18270)                   | 110. Venesmes (18273)                  | 111. Vereaux (18275)                  | 112. Vernais (18276)               |
| 113. Verneuil (18277)                   | 114. Vesdun (18278)                    | 115. Villecelin (18283)               | 116. Épineuil-le-Fleuriel (18089)  |